# 広島県第6区
広島県第6区（ひろしまけんだい6く）は、日本の衆議院議員総選挙における選挙区。1994年（平成6年）の公職選挙法改正で設置。

## 区域

### 現在の区域
2022年（令和4年）公職選挙法改正以降の区域は以下のとおりである。旧6区の全域は新5区に移行し、旧7区の全域は新6区となる。
- 福山市

### 2022年以前の区域
2013年（平成25年）公職選挙法改正から2022年の小選挙区改定までの区域は以下のとおりである。
- 三原市（旧本郷町・大和町域を除く：旧三原市・久井町域）
- 尾道市（旧瀬戸田町域を除く）
- 府中市
- 三次市
- 庄原市
- 世羅郡
- 神石郡

1994年（平成6年）公職選挙法改正から2013年の小選挙区改定までの区域は以下のとおりである。なお、市町村合併に伴い自治体に変化があったため、表記は異なるものの、前者の期間（2013 - 2022年）とは実態の区域に変化はない。
- 三原市
- 尾道市
- 因島市
- 府中市
- 三次市
- 庄原市
- 御調郡
- 世羅郡
- 神石郡
- 甲奴郡
- 双三郡
- 比婆郡

## 歴史

### 1993 - 2022年
広島県の東半分、旧備後国の大半を占める広大な選挙区であり北は鳥取・島根県境から南は瀬戸内海に達する。典型的な保守王国であるが、エリアが広大なため中選挙区時代から臨海部と内陸部で勢力は分かれている。主として亀井静香は備北地方、佐藤公治は尾道・三原地方での集票を得意としてきた。
2005年の第44回衆議院議員総選挙では株式会社ライブドア（東京都港区）の社長であった堀江貴文がこの選挙区から出馬し（無所属で自民党は推薦的立場）、世間の注目を集めたが落選した。
後に郵政問題で自民党を離党し国民新党を設立した亀井と参議院議員に転身した民主党の佐藤との間でバーター協力が築かれた。
2012年の第46回衆議院議員総選挙では、民主党との連立政権維持に異を唱えて国民新党を離党した亀井が、最終的に日本未来の党に合流して自民党の小島敏文との接戦を制した（小島は比例復活）。亀井が再選直後の日本未来の党の分裂騒動が要因となり無所属のままで臨んだ2年後の第47回衆議院議員総選挙では、小島との票差を広げて議席を守った（小島は再び比例復活）。
2017年の第48回衆議院議員総選挙において、亀井が引退を表明。その一方で13年の参院選で落選した佐藤が希望の党公認で再び立候補、亀井や連合広島の支援を取り付けたこともあり小選挙区で当選（小島は三たび比例復活）。中国地方の小選挙区では唯一の非自民の議席となった。
2021年の第49回衆議院議員総選挙では、広島県の小選挙区の大半にて自公の候補者が1区選出の岸田文雄の首相就任による恩恵を受けながらも佐藤が再選し、前回同様の結果となった。しかし比例復活した小島との票差は過去最も縮まった結果となった。

### 2022年 -
第50回衆議院議員総選挙からは隣接する旧広島県第7区が新しい6区となる。旧6区は新しい5区の区域となった。よって2022年の公選法改定前の5区と6区とは全く別の選挙区である。第50回衆議院議員総選挙では、旧7区から当選していた自民党の小林史明が当選。

## 小選挙区選出議員
| 選挙名                 | 年     | 当選者   | 党派         | 備考   |
| ---------------------- | ------ | -------- | ------------ | ------ |
| 第41回衆議院議員総選挙 | 1996年 | 亀井静香 | 自由民主党   | 旧区域 |
| 第42回衆議院議員総選挙 | 2000年 | 亀井静香 | 自由民主党   | 旧区域 |
| 第43回衆議院議員総選挙 | 2003年 | 亀井静香 | 自由民主党   | 旧区域 |
| 第44回衆議院議員総選挙 | 2005年 | 亀井静香 | 国民新党     | 旧区域 |
| 第45回衆議院議員総選挙 | 2009年 | 亀井静香 | 国民新党     | 旧区域 |
| 第46回衆議院議員総選挙 | 2012年 | 亀井静香 | 日本未来の党 | 旧区域 |
| 第47回衆議院議員総選挙 | 2014年 | 亀井静香 | 無所属       | 旧区域 |
| 第48回衆議院議員総選挙 | 2017年 | 佐藤公治 | 希望の党     | 旧区域 |
| 第49回衆議院議員総選挙 | 2021年 | 佐藤公治 | 立憲民主党   | 旧区域 |
| 第50回衆議院議員総選挙 | 2024年 | 小林史明 | 自由民主党   |        |

## 選挙結果
時の内閣：第1次石破内閣 解散日：2024年10月9日 公示日：2024年10月15日
当日有権者数：37万5403人 最終投票率：44.80%（前回比：11.55%） （全国投票率：53.85%（2.08%））
| 当落 | 候補者名 | 年齢 | 所属党派   | 新旧 | 得票数   | 得票率 | 惜敗率 | 推薦・支持 | 重複 |
| ---- | -------- | ---- | ---------- | ---- | -------- | ------ | ------ | ---------- | ---- |
| 当   | 小林史明 | 41   | 自由民主党 | 前   | 97,991票 | 60.12% | ――     | 公明党推薦 | ○    |
|      | 井上信也 | 47   | 立憲民主党 | 新   | 52,852票 | 32.43% | 53.94% |            | ○    |
|      | 重村幸司 | 73   | 日本共産党 | 新   | 12,154票 | 7.46%  | 12.40% |            |      |

時の内閣：第1次岸田内閣 解散日：2021年10月14日 公示日：2021年10月19日
当日有権者数：29万4154人 最終投票率：56.35%（前回比：0.69%） （全国投票率：55.93%（2.25%））
| 当落 | 候補者名 | 年齢 | 所属党派   | 新旧 | 得票数   | 得票率 | 惜敗率 | 推薦・支持 | 重複 |
| ---- | -------- | ---- | ---------- | ---- | -------- | ------ | ------ | ---------- | ---- |
| 当   | 佐藤公治 | 62   | 立憲民主党 | 前   | 83,796票 | 51.42% | ――     |            | ○    |
| 比当 | 小島敏文 | 71   | 自由民主党 | 前   | 79,158票 | 48.58% | 94.47% | 公明党推薦 | ○    |

時の内閣：第3次安倍第3次改造内閣 解散日：2017年9月28日 公示日：2017年10月10日
当日有権者数：31万908人 最終投票率：55.66%（前回比：0.41%） （全国投票率：53.68%（1.02%））
| 当落 | 候補者名 | 年齢 | 所属党派   | 新旧 | 得票数   | 得票率 | 惜敗率 | 推薦・支持         | 重複 |
| ---- | -------- | ---- | ---------- | ---- | -------- | ------ | ------ | ------------------ | ---- |
| 当   | 佐藤公治 | 58   | 希望の党   | 元   | 85,616票 | 50.54% | ――     | 民進党広島県連推薦 | ○    |
| 比当 | 小島敏文 | 67   | 自由民主党 | 前   | 69,209票 | 40.85% | 80.84% | 公明党推薦         | ○    |
|      | 寺田明充 | 66   | 日本共産党 | 新   | 14,585票 | 8.61%  | 17.04% |                    |      |

時の内閣：第2次安倍改造内閣 解散日：2014年11月21日 公示日：2014年12月2日
当日有権者数：31万4804人 最終投票率：56.07%（前回比：4.47%） （全国投票率：52.66%（6.66%））
| 当落 | 候補者名 | 年齢 | 所属党派   | 新旧 | 得票数   | 得票率 | 惜敗率 | 推薦・支持 | 重複 |
| ---- | -------- | ---- | ---------- | ---- | -------- | ------ | ------ | ---------- | ---- |
| 当   | 亀井静香 | 78   | 無所属     | 前   | 89,756票 | 52.16% | ――     |            | ×    |
| 比当 | 小島敏文 | 64   | 自由民主党 | 前   | 65,494票 | 38.06% | 72.97% | 公明党推薦 | ○    |
|      | 寺田明充 | 63   | 日本共産党 | 新   | 16,839票 | 9.79%  | 18.76% |            |      |

時の内閣：野田第3次改造内閣 解散日：2012年11月16日 公示日：2012年12月4日
当日有権者数：32万1391人 最終投票率：60.54%（前回比：10.78%） （全国投票率：59.32%（9.96%））
| 当落 | 候補者名   | 年齢 | 所属党派     | 新旧 | 得票数   | 得票率 | 惜敗率 | 推薦・支持 | 重複 |
| ---- | ---------- | ---- | ------------ | ---- | -------- | ------ | ------ | ---------- | ---- |
| 当   | 亀井静香   | 76   | 日本未来の党 | 前   | 91,078票 | 49.00% | ――     |            | ○    |
| 比当 | 小島敏文   | 62   | 自由民主党   | 新   | 78,747票 | 42.37% | 86.46% | 公明党推薦 | ○    |
|      | 花岡多美世 | 55   | 日本共産党   | 新   | 16,046票 | 8.63%  | 17.62% |            |      |

時の内閣：麻生内閣 解散日：2009年7月21日 公示日：2009年8月18日
当日有権者数：33万1003人 最終投票率：71.32% （全国投票率：69.28%（1.77%））
| 当落 | 候補者名   | 年齢 | 所属党派   | 新旧 | 得票数    | 得票率 | 惜敗率 | 推薦・支持 | 重複 |
| ---- | ---------- | ---- | ---------- | ---- | --------- | ------ | ------ | ---------- | ---- |
| 当   | 亀井静香   | 72   | 国民新党   | 前   | 137,287票 | 60.17% | ――     | 民主党推薦 | ○    |
|      | 小島敏文   | 58   | 自由民主党 | 新   | 69,808票  | 30.60% | 50.85% |            | ○    |
|      | 花岡多美世 | 52   | 日本共産党 | 新   | 17,383票  | 7.62%  | 12.66% |            |      |
|      | 胡本協子   | 58   | 幸福実現党 | 新   | 3,689票   | 1.62%  | 2.69%  |            |      |

時の内閣：第2次小泉改造内閣 解散日：2005年8月8日 公示日：2005年8月30日 （全国投票率：67.51%（7.65%））
| 当落 | 候補者名 | 年齢 | 所属党派 | 新旧 | 得票数    | 得票率 | 惜敗率 | 推薦・支持     | 重複 |
| ---- | -------- | ---- | -------- | ---- | --------- | ------ | ------ | -------------- | ---- |
| 当   | 亀井静香 | 68   | 国民新党 | 前   | 110,979票 | 41.53% | ――     |                | ○    |
|      | 堀江貴文 | 32   | 無所属   | 新   | 84,433票  | 31.60% | 76.08% | 自由民主党支援 | ×    |
|      | 佐藤公治 | 46   | 民主党   | 前   | 68,365票  | 25.58% | 61.60% |                | ○    |
|      | 伊藤洋二 | 27   | 無所属   | 新   | 3,433票   | 1.28%  | 3.09%  |                | ×    |

- 佐藤は2007年の第21回参議院議員通常選挙に広島県選挙区から立候補し、当選。

時の内閣：第1次小泉第2次改造内閣 解散日：2003年10月10日 公示日：2003年10月28日 （全国投票率：59.86%（2.63%））
| 当落 | 候補者名 | 年齢 | 所属党派   | 新旧 | 得票数    | 得票率 | 惜敗率 | 推薦・支持 | 重複 |
| ---- | -------- | ---- | ---------- | ---- | --------- | ------ | ------ | ---------- | ---- |
| 当   | 亀井静香 | 67   | 自由民主党 | 前   | 117,659票 | 51.34% | ――     |            | ○    |
| 比当 | 佐藤公治 | 44   | 民主党     | 前   | 100,677票 | 43.93% | 85.57% |            | ○    |
|      | 寺田明充 | 52   | 日本共産党 | 新   | 10,846票  | 4.73%  | 9.22%  |            |      |

時の内閣：第1次森内閣 解散日：2000年6月2日 公示日：2000年6月13日 （全国投票率：62.49%（2.84%））
| 当落 | 候補者名 | 年齢 | 所属党派   | 新旧 | 得票数    | 得票率 | 惜敗率 | 推薦・支持 | 重複 |
| ---- | -------- | ---- | ---------- | ---- | --------- | ------ | ------ | ---------- | ---- |
| 当   | 亀井静香 | 63   | 自由民主党 | 前   | 138,790票 | 57.92% | ――     |            | ○    |
| 比当 | 佐藤公治 | 40   | 自由党     | 新   | 81,181票  | 33.88% | 58.49% |            | ○    |
|      | 村上好彦 | 62   | 日本共産党 | 新   | 19,640票  | 8.20%  | 14.15% |            |      |

時の内閣：第1次橋本内閣 解散日：1996年9月27日 公示日：1996年10月8日 （全国投票率：59.65%（8.11%））
| 当落 | 候補者名 | 年齢 | 所属党派   | 新旧 | 得票数    | 得票率 | 惜敗率 | 推薦・支持 | 重複 |
| ---- | -------- | ---- | ---------- | ---- | --------- | ------ | ------ | ---------- | ---- |
| 当   | 亀井静香 | 59   | 自由民主党 | 前   | 122,071票 | 48.84% | ――     |            |      |
|      | 佐藤公治 | 37   | 新進党     | 新   | 88,391票  | 35.37% | 72.41% |            |      |
|      | 小森龍邦 | 52   | 新社会党   | 前   | 29,092票  | 11.64% | 23.83% |            | ○    |
|      | 橋本奉文 | 52   | 日本共産党 | 新   | 10,373票  | 4.15%  | 8.50%  |            |      |